# Vàter

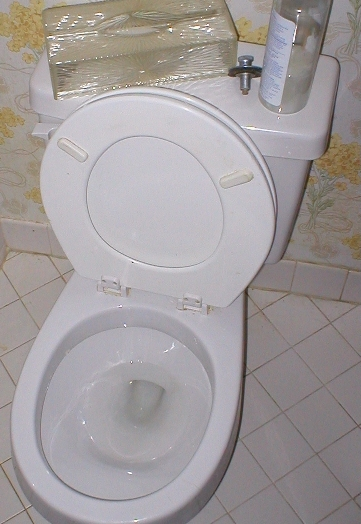
Vàter amb cisterna incorporada

Un vàter és un dels elements habituals en un servei sanitari, que recull l'orina i les femtes humanes, i de vegades paper higiènic, generalment per a la seva eliminació. Els vàters amb cisterna utilitzen aigua, mentre que els vàters secs o sense cisterna no. Es poden dissenyar amb un seient de vàter per a ser utilitzats amb una posició asseguda, habitual a Europa i Amèrica del Nord, i amb altres elements per a persones amb discapacitat, o bé per a una postura a la gatzoneta més popular a Àsia, coneguda com a vàter a la gatzoneta o placa turca. A les zones urbanes, els vàters amb cisterna solen estar connectats a una xarxa de clavegueram ; en zones aïllades, a una fossa sèptica. Els residus es coneixen com a aigües negres i l'efluent combinat, incloses altres fonts, són aigües residuals. Els vàters secs estan connectats a una fossa, contenidor extraïble, cambra de compostatge o un altre dispositiu d'emmagatzematge i tractament, inclosa la desviació d'orina amb un vàter desviador d'orina.
La tecnologia utilitzada per als lavabos moderns varia. Els vàters solen estar fets de ceràmica (porcellana), formigó, plàstic o fusta. Les tecnologies de vàter més noves inclouen la doble descàrrega, el baix nivell, l'escalfament del seient del vàter, l'autoneteja, els urinaris femenins i els urinaris sense aigua. El Japó és conegut per la seva tecnologia de vàter. Els vàters d'avió estan especialment dissenyats per funcionar a l'aire. La necessitat de mantenir la higiene anal després de la defecació és universalment reconeguda i el paper higiènic (sovint subjectat per un suport de paper higiènic), que també es pot utilitzar per netejar la vulva després d'orinar, s'utilitza àmpliament (així com els bidets).
A les cases particulars, segons la regió i l'estil, el vàter pot estar a la mateixa cambra de bany que el lavabo, la banyera i la dutxa. Una altra opció és disposar d'una habitació per a la higiene corporal (també anomenada "bany") i una altra de separada per al vàter i la pica per al rentat de mans (habitació del lavabo). Els serveis públics consisteixen en un o més vàters (i habitualment urinaris individuals o urinaris d'abeurador) que estan disponibles per al públic en general. Productes com els desodoritzants d'urinari i els blocs de vora del vàter ajuden a mantenir l'olor i la neteja dels vàters. De vegades s'utilitzen cobertes de seient de vàter. Es poden portar vàters portàtils (freqüentment amb productes químics) per a reunions grans i temporals.
Històricament, el sanejament ha estat una preocupació des de les primeres etapes dels assentaments humans. Tanmateix, moltes llars pobres dels països en desenvolupament utilitzen lavabos molt bàsics, i sovint poc higiènics, i gairebé mil milions de persones no tenen accés a un lavabo; han de defecar i orinar en exteriors. Aquests problemes poden provocar la propagació de malalties transmeses per via fecal-oral, o la transmissió de malalties transmeses per l'aigua com el còlera i la disenteria. Per això, l'Objectiu de Desenvolupament Sostenible 6 de les Nacions Unides vol "aconseguir l'accés a un sanejament i higiene adequats i equitatius per a tothom i acabar amb la defecació a l'aire lliure".

## Classificació

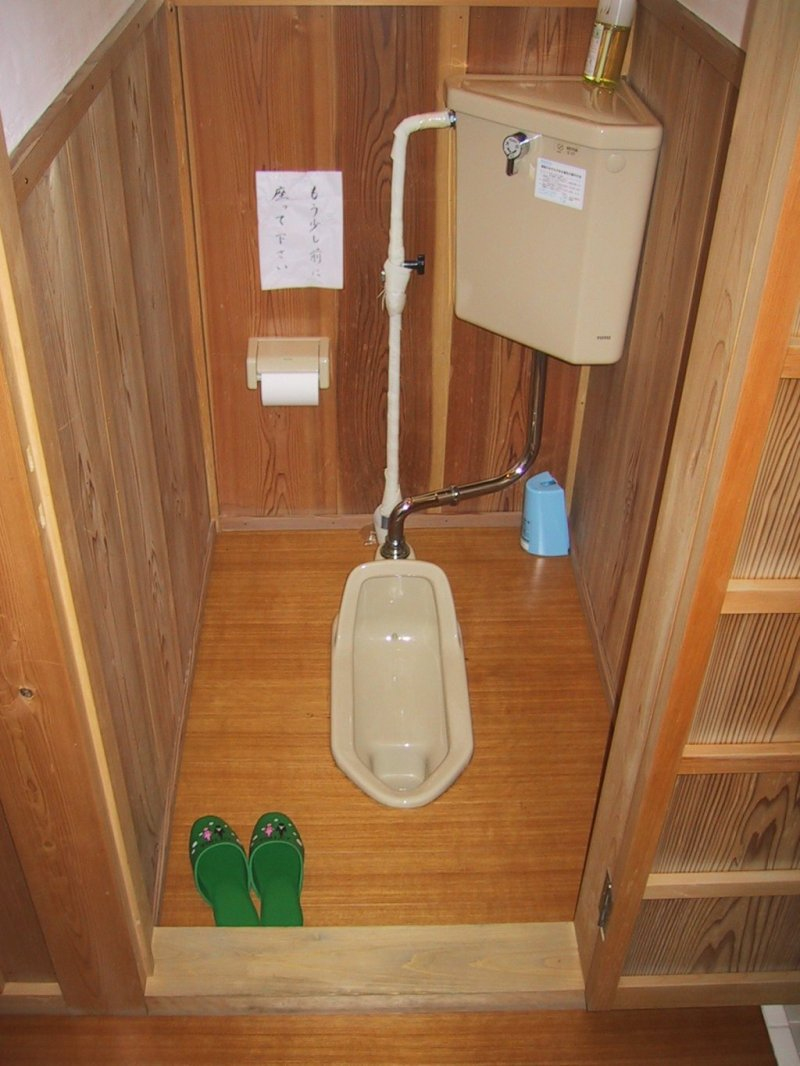
Vàter per ser utilitzat a la gatzoneta, amb la cadena a la part superior.

El nombre de diferents tipus de vàters utilitzats a tot el món és gran, però es poden agrupar per:
- Amb aigua (que evita la mala olor) o sense aigua (que normalment es relaciona, per exemple, amb un vàter amb cisterna versus un vàter sec)
- Ser utilitzat en una posició asseguda o a la gatzoneta (un vàter assegut versus un lavabo a la gatzoneta)[5]
- Estar ubicat al domicili privat o en un lloc públic (lavabo de casa versus lavabo públic)

Els vàters es poden dissenyar per utilitzar-los en una postura asseguda o a la gatzoneta. Cada tipus té els seus beneficis. El que requereix seure, però, és essencial per a aquells que tenen problemes de mobilitat. Els vàters on cal seure sovint s'anomenen "lavabos d'estil occidental". Els vàters on cal seure són més còmodes que els lavabos a la gatzoneta per a persones amb discapacitat i gent gran.
La gent fa servir diferents tipus de vàters segons el país on es trobin. Als països en desenvolupament, l'accés als vàters també està relacionat amb l'estatus socioeconòmic de les persones. Les persones pobres dels països de baixos ingressos sovint no tenen lavabos i han de defecar a l'aire lliure. Això forma part de la crisi del sanejament sobre la qual criden l'atenció les iniciatives internacionals (com el Dia Mundial del Vàter).

## Tipus segons l'ús d'aigua

### Amb aigua
Un vàter amb cisterna típic és un bol de ceràmica connectat a la part superior a una cisterna (dipòsit) que permet omplir ràpidament d'aigua, i a la part "a baix" a un tub de desguàs que elimina l'efluent. Quan es tira la cadena d'un vàter, les aigües residuals han de desembocar a una fossa sèptica o a un sistema connectat a una depuradora. No obstant això, en molts països en desenvolupament, aquest pas de tractament no existeix.
L'aigua de la tassa del vàter està connectada a una canonada amb forma d'U cap per avall. Un costat del canal en U està disposat com un tub de sifó més llarg que l'aigua de la tassa és alta. El tub de sifó es connecta al desguàs. La part inferior del tub de desguàs limita l'alçada de l'aigua del bol abans que flueixi pel desguàs. L'aigua del recipient actua com a barrera per impedir que el gas de clavegueram entri a l'edifici. El gas de clavegueram s'escapa per una canonada de ventilació connectada a la línia de clavegueram.
La quantitat d'aigua que utilitzen els vàters convencionals sol representar una part important de l'ús diari d'aigua personal. No obstant això, els dissenys moderns de vàterpermeten l'ús de molta menys aigua per rentada. Els vàters de doble descàrrega permeten a l'usuari seleccionar entre un descàrrega d'orina o femta, estalviant una quantitat significativa d'aigua respecte a les unitats convencionals. Un tipus de sistema de doble descàrrega permet que el mànec de rentat sigui empènyer cap amunt per a un tipus de rentat i cap avall per a l'altre, mentre que un altre disseny és tenir dos botons, un per orinar i l'altre per defecar. En alguns llocs, s'anima als usuaris a no rentar-se després d'orinar. Els vàters es poden connectar amb fontaneria per utilitzar aigües grises (aigua que abans s'utilitzava per rentar plats, bugaderia i banyar-se) en lloc d'aigua potable. Alguns lavabos moderns pressuritzen l'aigua del dipòsit, la qual cosa inicia l'acció de rentat amb menys ús d'aigua.
Una altra variant és el vàter amb poca descàrrega. Aquest tipus de vàter no té cisterna sinó que es renta manualment amb uns quants litres d'una petita galleda. El rentat pot utilitzar tan sols 2 o 3 litres. Aquest tipus de lavabo és comú a molts països asiàtics. El vàter es pot connectar a una o dues fosses, en aquest cas s'anomena "latrina de fosa d'abocament" o "latrina d'abocament de fosa doble". També es pot connectar a una fossa sèptica.
Els vàters dels vaixells normalment es netegen amb aigua de mar.
També hi ha els vàters al buit i els flotants.

### Sense aigua
Un vàter sec (o vàter sense cisterna, vàter sense cisterna o vàter sense cisterna) és un vàter que, a diferència d'un vàter amb cisterna, no utilitza aigua.  Els lavabos secs no utilitzen aigua per moure els excrements o bloquejar les olors. No produeixen aigües residuals, i no estan connectats a un sistema de clavegueram o fossa sèptica. En canvi, els excrements cauen a través d'un forat.

## Tipus segons la posició del cos
Podem trobar sovint vàters on no es pot seure a països com la Xina i el Japó i també són fàcils de trobar uns de coneguts com a plaques turques a països europeus com França o Itàlia, on en comptes de seure cal fer les necessitats a la gatzoneta o dempeus.
El tipus de vàter on es pot seure sol comptar amb una tapa seient unida a la tassa (l'esmentat receptacle), mitjançant frontisses, coberta quasi sempre amb una segona tapa que cobreix l'espai central buit ovaloide del seient ocupat pel paner en seure, ja que de vegades es prescindeix de la segona tapa, sobretot en banys públics d'uns quants països.
Al Japó és habitual que el seient del vàter, a més de la segona tapa que el cobreix quan està abaixada, tingui algun sortidor d'aigua orientable amb funció de bidet i altres prestacions, també seleccionables des d'un comandament de botons, com escalfar o netejar el seient. Vegeu Vàters al Japó.
Respecte als vàters en què es pot seure i que estan connectats a una xarxa de clavegueram, a grans trets hi ha tres menes de vàter des del punt de vista de l'arrossegament de les deposicions cap al desguàs: el típic vàter que simplement té el recipient del sifó d'aigua tancada en una posició central o cap al final del fons de la tassa (vegeu-lo, per exemple, al començament del vídeo de l'apartat que conté enllaços a webs); un tipus de vàter com una variant d'aquest darrer però amb el receptacle d'aigua a l'altre extrem de la tassa en què la resta del fons és un altre receptacle còncau quasi pla que conté una mica d'aigua i recull les deposicions fins que s'estira la cadena per netejar-lo; i el tercer tipus té la sortida de les deposicions en la posició del primer tipus de vàter, cap al final, i amb una forma més d'orifici estret, però l'aigua assoleix un nivell que pot arribar a ser de mitja tassa i es recupera després de la descàrrega de l'aigua i les deposicions en forma de remolí. Aquest tipus d'inodor, que a diferència dels dos anteriors no és de tècnica d'arrossegament sinó sifònica pel que fa al sistema de descàrrega quan es neteja (vegeu el vídeo de les referències), és freqüent a països americans com els Estats Units i és com el del vàter de la fotografia d'aquesta mateixa entrada de la Viquipèdia. A Espanya va existir-ne almenys un model: el vàter de cisterna baixa de la col·lecció Lorentina de la marca Roca, dels anys 60 - 70, però els vàters d'aquest tipus van bandejar-se perquè consumien massa aigua (fins a 14 litres per descàrrega) i s'embussaven molt. El segon model de vàter presentat correspon a vàters de fa dècades freqüents a països com Alemanya o Àustria. Els tres tipus d'inodor descrits tenen correspondència amb la tipologia de vàters que, com a curiositat, va establir el filòsof Slavoj Žižek, d'acord amb la seva ideologia del vàter. Hi hauria almenys un altre tipus de vàter que seria una barreja del primer i el segon tipus, ja que té el receptacle d'aigua en la posició inicial de la tassa però la resta de la tassa hi fa pendent en comptes de tenir un segon receptacle de poca aigua com a fons quasi horitzontal de la resta de la tassa; en són exemples molts vàters espanyols entre els anys 40 i 60. En aquest sentit, també existeix un tipus de vàter com aquest darrer però que té el receptacle d'aigua del sifò a la part posterior, encara que la resta de la tassa sigui menys inclinada i més plana com en el vàter presentat de tipus alemany, de fet com si haguéssim fet un gir de 180 graus del darrer tipus de vàter espanyol presentat dels anys 40 - 60 des del seu eix central de la tassa.
Finalment, també hi ha vàters amb sistemes diferents com els automàtics autonetejables d'alguns espais públics, els de les casetes Poly Klyn, els vàters secs en general, els dels avions, trens, autocars, caravanes, creuers i altres vaixells, etc.

## Història

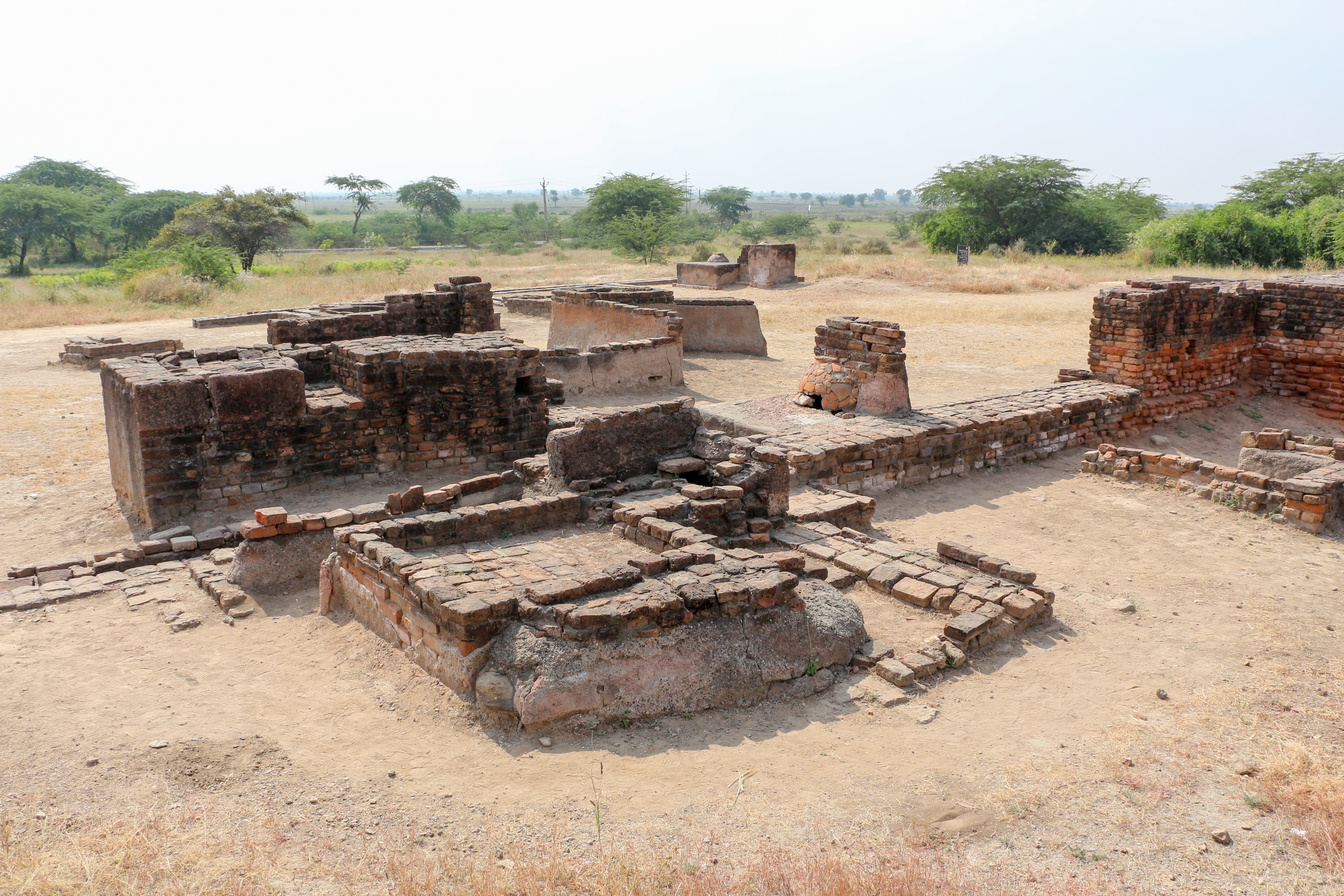
Estructures de clavegueram i vàters a la ciutat de Lothal de la vall del riu Indus cap al 2350 aC.

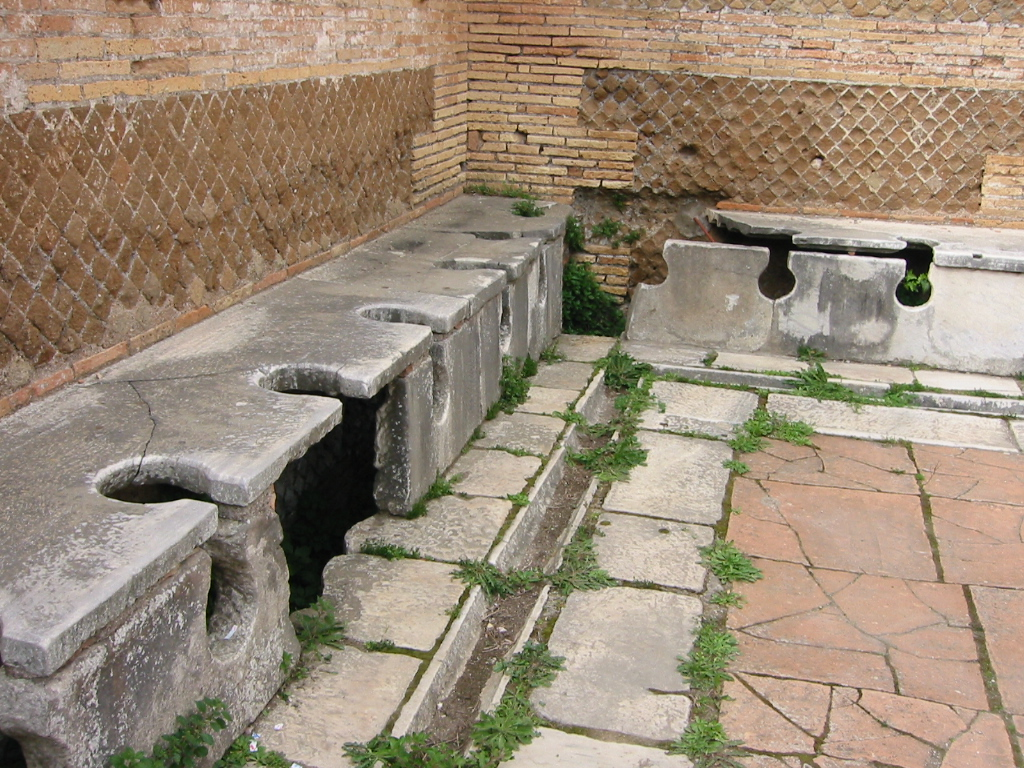
Vàters públics romans, Ostia Antica.

El vàter amb flux d'aigua és el resultat d'un llarg procés de desenvolupament.
- Cap al segle xxvi aC els vàters de flux es feien servir a la civilització de la vall de l'Indus en les ciutats com Harappa i Mohenjo-daro amb un sofisticat sistema de clavegueram.[12]
- Cap al segle xviii aC se'n varen fer del mateix tipus a Cnossos en la civilització Minoica a Creta[13]
- En el segle ix aC se'n varen fer a l'illa de Bahrain.[14]
- Els antics romans varen disposar de vàters de flux d'aigua a través de l'Imperi Romà.
- El 1596: Sir John Harington publicà A New Discourse of a Stale Subject, Called the Metamorphosis of Ajax, on descriu un vàter del tipus modern i en va ser instal·lat un per a la reina Elisabet I d'Anglaterra al palau de Richmond.
- El 1857 es va obtenir la primera patent dels Estats Units: plunger closet.
- El 1907: Thomas MacAvity Stewart de Saint John (Nova Brunswick), patentà el sistema auto-netejant en vòrtex.[15]
- 1980: Bruce Thompson, que treballava per a Caroma a Austràlia, desenvolupà la cisterna Duoset amb dos botons per a dos volums d'aigua i versions d'aquesta invenció es troben per tot el món, ja que estalvien un 67% de l'aigua.[16]

## Galeria d'imatges
- Vàter per a homes dissenyat per l'artista i arquitecte Hundertwasser
- Vàter en estil Delftware
- Vàter d'autobús a Samsun, Turquia
- Vàter a duo per l'educació dels infants en un espai proper a Jerusalem, Israel
- Vàter al Teatre Nacional de Croàcia.
- Vàter públic a Antipolo, a les Filipines
- Instruccions per al correcte ús d'un urinari sec a Sri Lanka.